# Чтение письма (Пикассо)
«Чтение письма» (фр. La Lecture de la lettre) — картина Пабло Пикассо. Написана в период его неоклассицизма в 1921 году. Находится в Музее Пикассо в Париже. Размер — 184 × 105 см.
После Первой мировой войны Пикассо сделал свой эстетический выбор. Он отказался от экспериментов кубизма и вернулся к классическому стилю. В этот период творчества художник продолжил осуществлять некоторые свои значимые темы. 
Картина написана спустя несколько лет после смерти Гийома Аполлинера, поэта и близкого друга художника. Его смерть произошла от испанского гриппа в 1918 году. Изобразив свою встречу с Аполлинером, Пикассо отдал ему посмертную дань памяти. На фоне засушливого каменистого пейзажа и тревожного неба рядом на камне сидят двое. Они читают письмо. Их городские костюмы контрастируют с дикой местностью. Близость тел и привычное объятие позволяют предположить, что между ними определённо существует тесная дружба. Шляпы сняты. Одна из них брошена на книгу, другая находится в руке молодого человека. Письмо и лежащая на земле книга придают картине литературный оттенок. 
Во время жизни Пикассо произведение оставалось неизвестным и было обнаружено только после смерти художника. Картина стала частью постоянной коллекции Музея Пикассо в счёт уплаты наследниками художника налога на наследство. 